# Campeonato Europeo de Esgrima de 1983
El III Campeonato Europeo de Esgrima se realizó en Lisboa (Portugal) en 1983 bajo la organización de la Confederación Europea de Esgrima (CEE) y la Federación Portuguesa de Esgrima.

## Medallistas

### Masculino
| Evento             | Oro                      | Plata                   | Bronce                      |
| ------------------ | ------------------------ | ----------------------- | --------------------------- |
| Florete individual | Andrea Borella · Italia  | Klaus Reichert RFA      | Angelo Scuri · Italia       |
| Espada individual  | Alexander Pusch RFA      | Angelo Mazzoni · Italia | Leszek Swornowski · Polonia |
| Sable individual   | Giovanni Scalzo · Italia | Marin Ivanov Bulgaria   | Ivan Chomakov Bulgaria      |

### Femenino
| Evento             | Oro                  | Plata                      | Bronce                   |
| ------------------ | -------------------- | -------------------------- | ------------------------ |
| Florete individual | Cornelia Hanisch RFA | Carola Cicconetti · Italia | Linda Martin Reino Unido |

## Medallero
| Núm. | País        | Oro | Plata | Bronce | Total |
| ---- | ----------- | --- | ----- | ------ | ----- |
| 1    | Italia      | 2   | 2     | 1      | 5     |
| 2    | RFA         | 2   | 1     | 0      | 3     |
| 3    | Bulgaria    | 0   | 1     | 1      | 2     |
| 5    | Polonia     | 0   | 0     | 1      | 1     |
| 5    | Reino Unido | 0   | 0     | 1      | 1     |
|      | TOTAL       | 4   | 4     | 4      | 12    |